# Parc Nacional de Durmitor
El Parc Nacional Durmitor és una zona natural protegida a la República de Montenegro, de 39.000 hectàrees, que pren el seu nom de la muntanya Durmitor, un cim de 2.522 metres d'altitud. Va ser declarat Patrimoni de la Humanitat per la UNESCO el 1980, amb una extensió posterior el 2005.
El nom Durmitor prové probablement de les llengües romàniques dels Balcans, (Romanès), i significa "dorment". A la regió hi ha muntanyes amb noms d'origen similar, com Visitor i Cipitor. El Parc Nacional Durmitor, creat el 1952, comprèn la muntanya amb les seves vessants, i la vall format pel canó del riu Tara. El canó del Tara és considerat per la seva mida la segona formació geològica més gran del món d'aquest tipus després del Canyó del Colorado.